# 縦笛

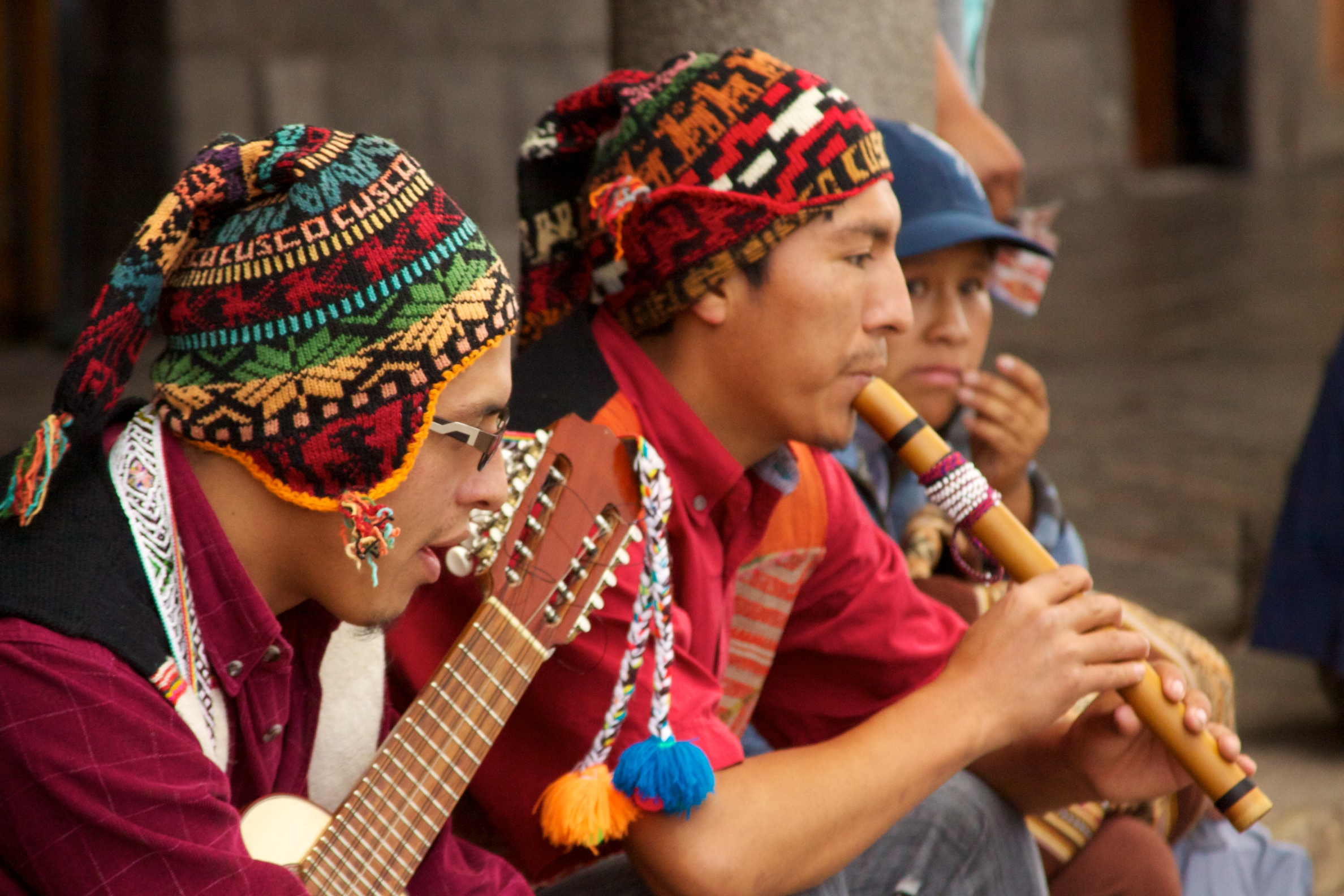
ペルーのケーナ

縦笛（たてぶえ、竪笛）は、縦に構えて吹く笛の総称である。
1. 管の縁に息を当てるもの
2. 先細のボアを持つもの
3. 直立姿勢で演奏できるように設計されたジョルジフルート

などがある。縦笛は「横笛」（西洋コンサートフルート）および「球笛」（オカリナなど）と対比される。
管の縁に息を吹きこむ笛には、賈湖骨笛、簫、短簫、カバル、ナーイ、ケーナ、尺八がある。
先細のボアを持つもので最も親しみがあるのはリコーダー、ティン・ホイッスル、テイバーパイプである。ある歴史的な変種は、ややテーパー（直径が小さくなっている）ボアと、上面に6つの音孔を持つ。背側の親指孔はない。単一のキイを備えた小さな足部を持つことがある。音域は2オクターブ強で、一般的な調性はニ長調である。しばしばリコーダーと間違われるが、この楽器は（リコーダーのように）親指孔を少し開けて基本倍音を「打ち消す」のではなく、（ティン・ホイッスルやテイバーパイプのように）音域を変えるためにオーバーブローする必要がある。
横吹きでありながら垂直に構える珍しい変種として、コントラバスフルートがある。コントラバスフルートは、標準的な横吹きフルートの頭部管を疑問符状（"?"）に曲げて使用する。また、障害のある人のために、片手で演奏できるように改造することもできる。